# Marco Belotti
Marco Belotti (Brescia, 29 novembre 1988) è un ex nuotatore italiano, della Canottieri Aniene, allenato da Alessandro D’Alessandro.

## Carriera
Nel 2006 è stato medaglia di bronzo agli europei giovanili di Palma di Maiorca con la staffetta 4×100 m stile libero: l'anno dopo in campo nazionale è stato uno dei migliori nuotatori, vincendo sei titoli tra individuali e staffette. Esordisce anche nella nazionale maggiore alle universiadi di Bangkok dove nuota in batteria nella staffetta 4×200 m che poi in finale è arrivata terza.
Il 2008 per lui è stato un anno in cui ha gareggiato molto per la nazionale cominciando dagli europei di Eindhoven nel mese di marzo: la staffetta 4 × 200 m va in finale grazie anche al suo contributo e là arriva prima. Un mese dopo ai mondiali in vasca corta di Manchester vince il bronzo nuotando ancora nelle batterie della 4 × 200; dopo queste prove arriva la convocazione per i Giochi olimpici di Pechino: in Cina diventa staffettista titolare raggiungendo due finali: con la 4×100 m stile libero arriva quarto con Alessandro Calvi, Christian Galenda e Filippo Magnini; sfiora il podio anche con la 4×200 m composta da lui, Emiliano Brembilla, Massimiliano Rosolino e Magnini.
Inizia la stagione 2008 / 2009 agli europei in vasca corta di Fiume nuotando la finale dei 200 m stile libero e vincendo con Mirco Di Tora, Alessandro Terrin e Magnini la medaglia d'oro nella 4×50 m mista in cui viene anche migliorato il primato mondiale tre volte, in batteria prima dall'Italia, 1'34"01, e poi dalla Russia con 1'33"77 e un'ultima volta in finale con 1'32"91. Nell'estate 2009 nuota a Pescara ai Giochi del Mediterraneo dove vince la 4×200 m e arriva anche terzo nei 200 m individuali. La 4×200 m va in finale anche ai successivi mondiali di Roma: sesta con Brembilla, Gianluca Maglia e Magnini. Nella stagione Marco ha vinto anche otto titoli nazionali tra individuali e staffette.
Nel 2010 ha partecipato agli europei di Budapest arrivando ancora in finale con la 4×200 m stile libero. Anche ai mondiali di Shanghai del 2011 ha nuotato con la stessa staffetta che è arrivata ottava in finale; come compagni ha avuto Maglia, Magnini e Samuel Pizzetti.
Nel 2012 partecipa alle olimpiadi di Londra, ma con la staffetta 4x200 non riesce a superare le batterie. Stessa sorte nel 2013, ai mondiali di Barcellona. 
Nel 2014 partecipa agli europei di vasca lunga e contribuisce, al mattino, alla qualificazione della staffetta 4x100 stile libero, alla finale, classificatasi poi al terzo posto. In dicembre, a Doha (Qatar), partecipa ai mondiali in vasca corta (25mt) e si classifica al secondo posto con la staffetta 4x200 stile libero e al secondo posto con la staffetta 4x50 stile libero. 
Nel 2015 partecipa alle Universiadi di Gwanhzou (Korea) e arriva al terzo posto nei 100 stile libero. Poco dopo fa parte anche della spedirne azzurra per i mondiali di Kazan (Russia) ma è autore di una prova opaca nella sua frazione della 4x200 stile libero e, con i usi compagni, non supera le batterie.
Nel 2016, prende parte alla sua terza olimpiade a Rio de Janeiro (Brasile) e, con la staffetta 4x200 si classifica al nono posto.

## Primati personali
- 100 metri stile libero: 49"22 (2015)
- 200 metri stile libero: 1'46"33 (2009, ex primato italiano)
- 50 metri farfalla: 23"86 (2009-2015)
- 100 metri farfalla: 52.99 (2011)

## Palmarès
nota: M = primato mondiale
| Giochi olimpici              | 200 m st. libero          | ---                     | 4×100 m st. libero              | 4×200 m st. libero                        | ---                            |
| 2008 Pechino Cina            | ---                       | ---                     | 4º - 3'11"48 frazione: 48"23    | 4º - 7'05"35 frazione: 1'47"37            | ---                            |
| 2012 Londra Regno Unito      | 29º in batteria 1'49"14   | ---                     | ---                             | ---                                       | ---                            |
| Campionati del mondo         | 200 m st. libero          | 50 m farfalla           | 4×200 m st. libero              | 4×100 m mista                             | ---                            |
| 2009 Roma Italia             | ---                       | ---                     | 6º - 7'03"48 frazione: 1'45"46  | ---                                       | ---                            |
| 2011 Shanghai Cina           | 20º in batteria 1'48"66   | 23º in batteria 24"19   | 8º - 7'12"26 frazione: 1'47"97  | 11º in batteria - 3'36"74 frazione: 53"79 |                                |
| Mondiali in vasca corta      | 200 m st. libero          | 100 m farfalla          | 4×50 m st. libero               | 4×200 m st. libero                        | ---                            |
| 2008 Manchester Regno Unito  | ---                       | 26º in batteria 53"50   | ---                             | Bronzo nuota in batteria                  | ---                            |
| 2014 Doha Qatar              | ---                       | ---                     | Bronzo: 1'24"56 frazione: 21"33 | Argento: 6'51"80 frazione: 1'42”07        | ---                            |
| Campionati europei           | 200 m st. libero          | 50 m farfalla           | 100 m farfalla                  | 4×100 m st. libero                        | 4×200 m st. libero             |
| 2008 Eindhoven Paesi Bassi   | ---                       | ---                     | 34º in batteria 54"58           | ---                                       | Oro nuota in batteria          |
| 2010 Budapest Ungheria       | 12º in semifinale 1'49"46 | 34º in batteria 24"86   | ---                             | ---                                       | 5º - 7'14"50 frazione: 1'49"23 |
| 2012 Debrecen Ungheria       | ---                       | ---                     | ---                             | ---                                       | Argento nuota in batteria      |
| 2014 Berlino Germania        | ---                       | ---                     | ---                             | Bronzo: 3'12"78                           | ---                            |
| Europei in vasca corta       | 200 m st. libero          | 100 m farfalla          | 4×50 m st. libero               | 4×50 m mista                              | ---                            |
| 2008 Fiume Croazia           | 4º 1'43"61                | 37º in batteria 54"14   | ---                             | Oro: 1'32"91 - M frazione: 22"53          | ---                            |
| Giochi del Mediterraneo      | 200 m st. libero          | ---                     | ---                             | 4×200 m st. libero                        | ---                            |
| 2009 Pescara Italia          | Bronzo 1'47"29            | ---                     | ---                             | Oro: 7'09"44 frazione: 1'47"05            | ---                            |
| Universiadi                  | 100 m st. libero          | 200 m st. libero        | 100 m farfalla                  | 4×100 m st. libero                        | 4×200 m st. libero             |
| 2007 Bangkok Thailandia      | ---                       | 26º in batteria 1'52"84 | ---                             | ---                                       | Bronzo nuota in batteria       |
| 2015 Gwangju Corea del Sud   | Bronzo 49"43              | ---                     | ---                             | ---                                       | ---                            |
| Europei giovanili            | 200 m st. libero          | 50 m farfalla           | 4×100 m st. libero              | ---                                       | ---                            |
| 2006 Palma di Maiorca Spagna | ---                       | 15º in semifinale 25"33 | Bronzo: 3'25"64 frazione: 51"49 | ---                                       | ---                            |

### Campionati italiani
6 titoli individuali e 12 in staffette, così ripartiti:
- 3 nei 200 m stile libero
- 2 nei 50 m farfalla
- 1 nei 100 m farfalla
- 1 nella staffetta 4×100 m stile libero
- 6 nella staffetta 4×200 m stile libero
- 5 nella staffetta 4×100 m mista

nd = non disputata
| Anno | Edizione    | st. libero 200 m | st. libero 4×100 m | st. libero 4×200 m | farfalla 50 m | farfalla 100 m | farfalla 200 m | mista 4×50 m | mista 4×100 m |
| ---- | ----------- | ---------------- | ------------------ | ------------------ | ------------- | -------------- | -------------- | ------------ | ------------- |
| 2007 | Primaverili | 1                | 2                  | 1                  | -             | -              | -              | nd           | 1             |
| 2007 | Estivi      | -                | -                  | 1                  | -             | -              | -              | nd           | 1             |
| 2007 | Invernali   | 1                | nd                 | nd                 | -             | -              | -              | nd           | nd            |
| 2008 | Primaverili | 2                | 2                  | -                  | -             | -              | -              | nd           | -             |
| 2008 | Estivi      | -                | -                  | 1                  | -             | -              | -              | nd           | 3             |
| 2008 | Invernali   | -                | nd                 | nd                 | 1             | 2              | -              | nd           | nd            |
| 2009 | Primaverili | 1                | 2                  | 1                  | -             | -              | -              | nd           | 1             |
| 2009 | Estivi      | 2                | 1                  | 1                  | 1             | -              | -              | nd           | 1             |
| 2010 | Primaverili | 3                | 3                  | 1                  | -             | 1              | 2              | nd           | 1             |
| 2010 | Invernali   | -                | nd                 | nd                 | 3             | 3              | 3              | 2            | nd            |
| 2011 | Primaverili | 2                | -                  | 2                  | -             | -              | -              | nd           | 3             |
| 2011 | Estivi      | -                | nd                 | nd                 | -             | 2              | -              | -            | nd            |
| 2011 | Invernali   | 3                | 3                  | nd                 | -             | -              | -              | -            | -             |